# Ривамонте Агордино
Ривамонте Агордино (итал. Rivamonte Agordino) је насеље у Италији у округу Белуно, региону Венето.
Према процени из 2011. у насељу је живело 399 становника. Насеље се налази на надморској висини од 973 м.

## Становништво
Према резултатима пописа становништва 2011. у општини је живело 666 становника.
| 1931. | 1936. | 1951. | 1961. | 1971. | 1981. | 1991. | 2001. | 2011. |
| ----- | ----- | ----- | ----- | ----- | ----- | ----- | ----- | ----- |
| 1.946 | 1.551 | 1.649 | 1.484 | 1.039 | 914   | 739   | 688   | 666   |